# Dissen am Teutoburger Wald

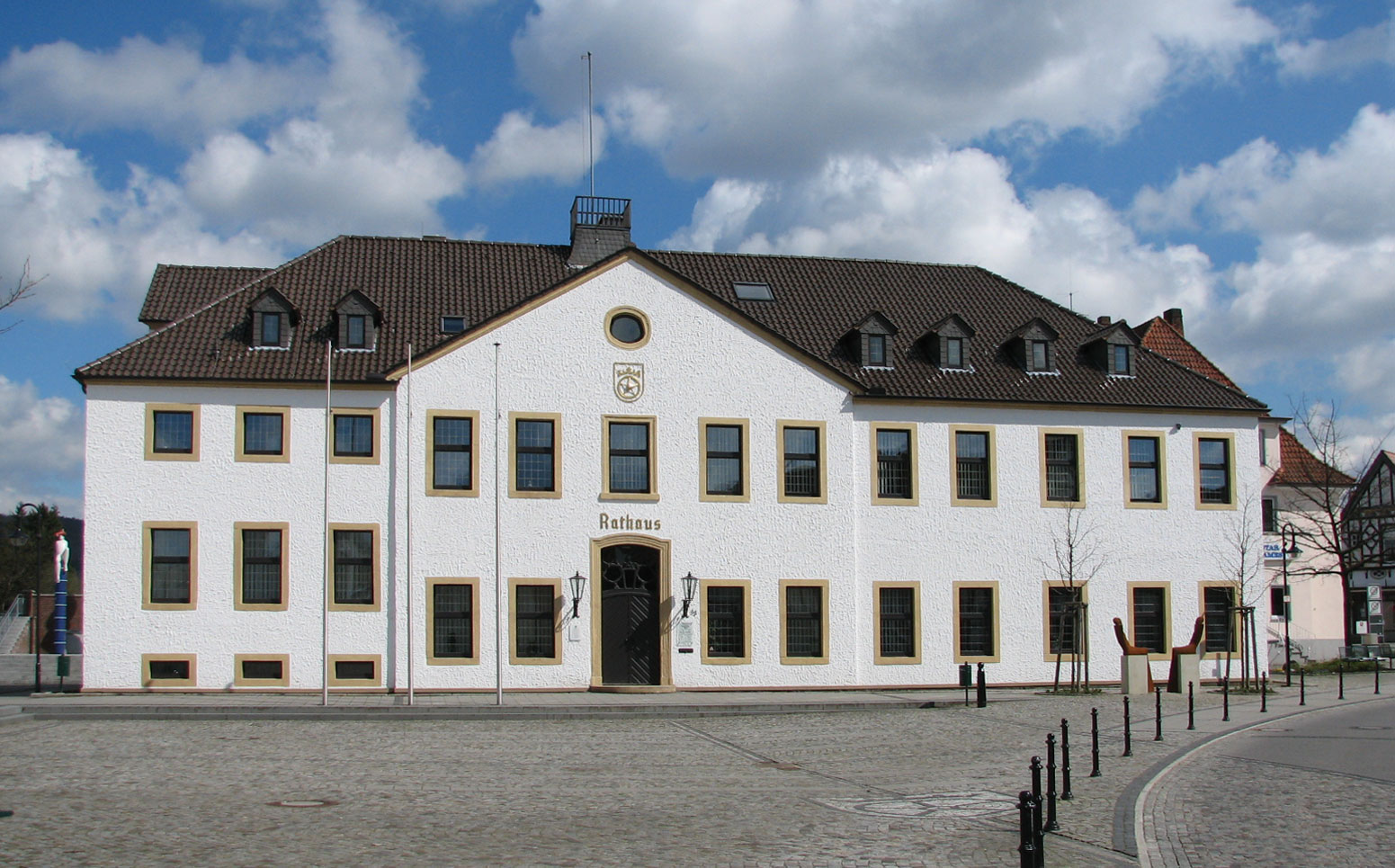
Ratusz w Dissen

Dissen am Teutoburger Wald, Dissen aTW – miasto w Niemczech, w kraju związkowym Dolna Saksonia, w powiecie Osnabrück, leży na pogórzu lasu Teutoburskiego.

## Współpraca
- Dissen-Striesow, Brandenburgia
- Gudensberg, Hesja
- Thum, Saksonia